# One Moment in Time
One Moment in Time (рус. Всего лишь миг) — сюжетная арка, опубликованная издательством Marvel Comics в выпусках The Amazing Spider-Man #638-641 в 2010 году сразу после сюжетов The Gauntlet и Grim Hunt. Также для обозначения линии используется акроним O.M.I.T., который, по словам сценариста Джо Кесада, имеет значение для описываемых событий. В серии выявляются изменения, которые сделал Мефисто, чтобы удалить воспоминания Питера и Мэри Джейн о их свадьбе во время One More Day, а также в начале сюжета Brand New Day, где по-прежнему неизвестно, помнит ли Мэри Джейн её отношения с Питером и сделку с Мефисто.

## Структура повествования
В выпуске The Amazing Spider-Man #638 показана смесь воспоминаний и текущих описываемых событий, включая кадры из One More Day или Amazing Spider-Man Annual #21; фактически страницы из прошлых комиксов соединены с настоящими и иллюстрируют как Мефисто изменил события.
В выпуске The Amazing Spider-Man #639 показаны аналогично смешанные события, на этот раз, случившиеся во время Гражданской войны и в самой серии Amazing Spider-Man #539-543; изображены отдельные панели со страниц предыдущих комиксов, а не полные страницы.
В выпуске Amazing Spider-Man #640 показано, как изменились события во время One More Day и Brand New Day, а также события, происходившие одновременно с этими сюжетными линиями.
В выпуске Amazing Spider-Man #641 показаны флэшбеки событий непосредственно перед One More Day, где Человек-паук обсуждал своё решение вернуть статус-кво, а также рассказывается о дальнейшем будущем Питера и Мэри Джейн.

## Сюжет
Мэри Джейн шепчет Мефисто, что Питер согласится обменять их брак на жизнь тёти Мэй, только если Мэри Джейн его в этом убедит, и если ей это удастся, то Мефисто выполнит свои условия договора, и он соглашается. Мэри Джейн и Питер обсуждают свои действия в отношения друг друга и соглашаются, что хотят быть друзьями. Они вспоминают, что делали в тот день, когда должна была быть их свадьба по версии, изменённой Мефисто, которая ранее не была показана, и причины разрыва Питера и Эм Джей были неизвестны. Человек-паук спас одного из членов банды, Эдди, упав вместе с ним с крыши здания и смягчив собой силу удара для него. Эдди уходит, а когда Мэри Джейн приходит на свадебную церемонию, Питер лежит без сознания в переулке.
После сорвавшегося бракосочетания, Питер пытается объяснить Мэри Джейн что случилось, однако она понимает, что это была очередная попытка кого-либо спасти и говорит ему, что выйдет за него только если он оставит жизнь Человека-паука. Он отказывается и Мэри Джейн уходит, сказав, что у них не может быть будущего, детей и нормальной жизни, пока Питер живёт жизнью супергероя. Выясняется, что тётя Мэй, которая была ранена во время Гражданской войны, чудесным образом поправилась, когда Питер провёл реанимацию.
Кингпин узнает о том, что тётя Мэй выжила усилиями Мефисто, и посылает киллера, Анну Уотсон, чтобы закончить дело. Её прерывает Мэри Джейн, которую она ранит выстрелом, а затем появляется Человек-паук, который разоблачает её, показывая, что она и была «Эдди». Доктор Стрэндж исцеляет раненую Мэри Джейн, а Человек-паук говорит ему, что ему необходимо, чтобы мир забыл о том, что он — Человек-паук. Стрэндж связывается с Ридом Ричардсом и Тони Старком, чтобы проконсультироваться, так как они частично ответственны за разоблачение Человека-паука. Они соглашаются, что это принесло только проблемы и все должны забыть. Питер встаёт в защитную оболочку, чтобы оградить себя от удаления воспоминаний и в последний момент тянет туда и Мэри Джейн, чтобы она тоже помнила, кто он такой. Он объясняет это тем, что не мог позволить ей забыть, однако она говорит, что не может быть с ним и просит не отчаиваться и найти кого-нибудь, кто будет согласен принять его жизнь.

## Рейтинги
Первый выпуск получил 5.5 из 10 на IGN, и 3.5 из of 5 на Comic Book Resources. Второй выпуск был оценён IGN в 6.0 из, а Comic Book Resources — в 3.5 из 5. Третий выпуск получил 6.5/10 на IGN, и 3/ 5 на Comic Book Resources. Рейтинг четвертого выпуска составила 6.5 из 10 по мнению IGN, и 2.5 из 5 по мнению Comic Book Resources.